# Médaille Alexandre-Koyré
La médaille Alexandre-Koyré est une distinction décernée par l'Académie internationale d'histoire des sciences.
Elle récompense une œuvre, plutôt qu’un ouvrage, que l’auteur soit membre ou non de l’Académie ; elle est attribuée tous les deux ans, les années impaires, et la remise des médailles a lieu lors des assemblées générales de l’Académie.
La médaille porte le nom du philosophe et historien des sciences français d’origine russe, Alexandre Koyré (1892-1964 ).

## Lauréats
- 1968 : Tom Whiteside pour les deux premiers volumes de son édition « The Mathematical Papers of Isaac Newton », Cambridge, 1967-1968.
- 1971 : Adolf P. Youschkevitch et ses collaborateurs pour l’œuvre en quatre volumes « Histoire des mathématiques de la Nation » ([en russe], Moscou et Kiev, de 1964 à 1970)[1] et Bogdan Suchodolski (en) et ses collaborateurs pour le livre en deux volumes « Histoire de la science polonaise » [en polonais], Varsovie, 1970.
- 1974 : Ludovico Geymonat pour l’œuvre en quatre volumes « Storia del pensiero filosofico e scientifico », Milan, 1972.
- 1981 : Marshall Clagett pour l’œuvre en quatre volumes « Archimedes in the Middle Ages », Madison, Wisconsin, 1964 et Philadelphia, 1980.
- 1986 : Charles Gillispie et ses collaborateurs pour le « Dictionary of Scientific Biography », New York, 1970-1980.
- 1989 : John David North pour son livre « Chaucer’s Universe », Oxford, 1988.
- 1991 : Roshdi Rashed pour l’ensemble de son œuvre.
- 1993 : William René Shea pour l’ensemble de son œuvre.
- 1995 : Juan Vernet, Julio Samsó et l’école des historiens en Al-Andalus.
- 1997 : René Taton pour l’ensemble de son œuvre.
- 1999 : John L. Heilbron pour l’ensemble de son œuvre.
- 2001 : Isabella Bashmakova et Christian Houzel pour l’ensemble de leur œuvre.
- 2003 : « Storia della scienza », initiée par Vincenzo Cappelletti.
- 2005 : Guy Beaujouan pour l’ensemble de son œuvre.
- 2007 : Ekmeleddin İhsanoğlu pour son œuvre consacré à la science ottomane.
- 2009 : « Histoire de l’Agence spatiale européenne », projet dirigé par John Krige et Arturo Russo.
- 2011 : Brigitte Hoppe (de) pour l’ensemble de son œuvre.
- 2013 : David A. King pour l’ensemble de son œuvre
- 2015 : Michel-Pierre Lerner, Alain-Philippe Segonds, Jean-Pierre Verdet et leurs collaborateurs pour l'édition et la traduction du livre "De revolutionibus orbium coelestium" de Copernic[2].
- 2017 : Robert Fox pour tous ses travaux[3].
- 2019 : Liu Dun pour l’ensemble de son œuvre.
- 2021 : Christine Phili pour l’ensemble de son œuvre.
- 2023 : Jed Buchwald pour l'ensemble de son oeuvre.